# Andrés Dias de Escobar
Andrés Dias de Escobar, también conocido como Andrés de Escobar o Andreas Hispanus (Lisboa, c. 1348 - Portugal 1450-1451), fue un teólogo benedictino portugués que fue obispo de Ciudad Rodrigo (1410-1422), Tabor, Ajaccio y Megara.
Se doctoró en teología en la Universidad de Viena en 1393, predicó y publicó opúsculos y obras pastorales en la curia pontificia, y participó en el Concilio de Constanza (1414-1418), en el de Basilea (1431-1437) y en el de Ferrara-Florencia (1437-1439). Como teólogo publicó varias obras, entre las que se encuentra Modus confitendi, un manual de confesión publicado en Segovia por Juan Párix, en la primera imprenta en España, y reeditado por el mismo impresor en 1490 en Toulouse (Francia), constituyendo su obra de mayor alcance, que tuvo gran difusión en el siglo XV con diversas ediciones.
Falleció en Portugal a finales de 1450 o principios de 1451.

## Obras
Se conocen un total de 13 obras publicadas, todas de carácter teológico canónico, a excepción de la última, de carácter poético-místico.
- Colles reflexi.
- De publicatione haeresum contentarum in libro Talmut.
- De Schismatibus.
- De decimis.
- Gubernaculum conciliorum.
- Avisamenta sacrorum conciliorum.
- De civitate ecclesiastica.
- De Graecis errantibus.
- Sermones et homeliae.
- Epistolae.
- De septem vitiis capitalibus.
- Lumen Confessorum.
- Laudas e cantigas espirituais e oraç_es.